# ژاک اسکلاسان
ژاک اسکلاسان (فرانسوی: Jacques Esclassan‎؛ زادهٔ ۳ سپتامبر ۱۹۴۸) دوچرخه‌سوار اهل فرانسه است.